# 362 (szám)
A 362 (római számmal: CCCLXII) egy természetes szám, félprím, a 2 és a 181 szorzata.

## A szám a matematikában
A tízes számrendszerbeli 362-es a kettes számrendszerben 101101010, a nyolcas számrendszerben 552, a tizenhatos számrendszerben 16A alakban írható fel.
A 362 páros szám, összetett szám, azon belül félprím, kanonikus alakban a 21 · 1811 szorzattal, normálalakban a 3,62 · 102 szorzattal írható fel. Négy osztója van a természetes számok halmazán, ezek növekvő sorrendben: 1, 2, 181 és 362.
A 362 négyzete 131 044, köbe 47 437 928, négyzetgyöke 19,0263, köbgyöke 7,12694, reciproka 0,0027624. A 362 egység sugarú kör kerülete 2274,51308 egység, területe 411 686,8677 területegység; a 362 egység sugarú gömb térfogata 198 707 528,1 térfogategység.